# زينغ (قناة تلفزيونية)
زينغ، وسميت سابقا باسم زي ميوزيك و ميوزيك آسيا، هي قناة تلفزيونية فضائية ناطقة باللغة الهندية خاصة بالموسيقى، تدار من قبل زي للمشاريع الترفيهية، تبث القناة الموسيقى باللغة الهندية واللغات الإقليمية المحلية. تبث القناة في الهند، فضلا عن أوروبا وجنوب آسيا. زينغ هي إحدى قنوات زي التي تدار من قبل مجموعة إيسيل. تم إطلاق قناة زينغ لأول مرة في 1997 تحت اسم ميوزيك آسيا، وأعيد إطلاقها في 2005 تحت اسم زي ميوزيك، revamped في 2005، وأعيد إطلاقها للمرة الأخيرة في أبريل 2009 تحت اسمها الحالي، زينغ.
في المملكة المتحدة، تحولت زي ميوزيك إلى زينغ في 2 أكتوبر 2009.
في 21 يوليو 2011، تم إطلاق زينغ تيفي رسميا في أمريكا الشمالية عبر منصة ديش نتورك.